# Briarella disphaerocephala
Briarella disphaerocephala is een eenoogkreeftjessoort uit de familie van de Philoblennidae. De wetenschappelijke naam van de soort is voor het eerst geldig gepubliceerd in 1932 door Monod & Dollfus.